# 2004 HN79
2004 HN79, também escrito como 2004 HN79, é um objeto transnetuniano que está localizado no Cinturão de Kuiper, uma região do Sistema Solar. Ele possui uma magnitude absoluta de 6,9 e tem um diâmetro estimado com 183 km.

## Descoberta
2004 HN79 foi descoberto no dia 26 de abril de 2004 pelo Canada-France Ecliptic Plane Survey.

## Órbita
A órbita de 2004 HN79 tem uma excentricidade de 0,233 e possui um semieixo maior de 46,013 UA. O seu periélio leva o mesmo a uma distância de 35,274 UA em relação ao Sol e seu afélio a 56,751 UA.